# 何震川
何震川（？—？），广西省象州新寨村人，一说浔州（治今广西桂平）人，清代政治人物，太平天国官员。

## 生平
何震川原为秀才，不学无术，赴北闱乡试未中，愤然回乡。1851年1月，洪秀全发动金田起义时路经其地，闻名礼聘他。他举家二十余人参加太平军，之后殉难者十之八九。初封副典诏，职同将军，掌管撰写太平天国诰谕。1853年1月，升任殿前右史，每日登朝记录天王洪秀全的言论行动，月成一本，与左史联名呈献。2月，太平天国建都天京，何震川撰写《建天京于金陵论》，宣扬功德，升职同指挥，5月，擢升为同检点。7月为恩赏丞相。10月改为殿前右正史，十一月为左正史。次年3月，加封夏官正丞相，他和曾钊扬删改《六经》，兼办军务。